# Oriano Quilici
Oriano Quilici (Lucca, 29 novembre 1929 – Berna, 2 novembre 1998) è stato un arcivescovo cattolico italiano e nunzio apostolico.

## Biografia
Nasce il 29 novembre 1929 a San Pietro a Vico, frazione del comune di Lucca.

### Formazione e ministero sacerdotale
Nel 1950 entra nell'Almo Collegio Capranica in Roma, assieme a Camillo Ruini con il quale viene ordinato sacerdote, per la diocesi di Sovana e Pitigliano, nella cappella dello stesso collegio, l'8 dicembre 1954, dall'arcivescovo Luigi Traglia, vicegerente della diocesi di Roma.
Si laurea in utroque iure presso la Pontificia Università Lateranense e, nel 1957 viene ammesso alla Pontificia Accademia Ecclesiastica.
Il 1º agosto 1960 viene nominato cameriere segreto soprannumerario di Sua Santità, confermato il 21 giugno 1963 e il 10 dicembre 1972 prelato d'onore.
Nel 1960 è inviato quale addetto, segretario dall'anno successivo, presso la Nunziatura apostolica in Costa Rica, accanto al nunzio mons. Gennaro Verolino mentre nel 1962 diviene segretario della Nunziatura apostolica in Cile con il nunzio apostolico Gaetano Alibrandi, prima, ed Egano Righi-Lambertini poi.
Nel 1964 diviene, assieme a mons. Renato Raffaele Martino, segretario della nunziatura apostolica nelle Filippine, collaborando con il nunzio, mons. Carlo Martini.
Nel 1966 è a Belgrado, quale uditore di mons. Mario Cagna, delegato apostolico e inviato della Santa Sede presso il governo della Repubblica Socialista Federativa di Jugoslavia.
Viene quindi trasferito a Wellington, sempre come uditore, presso la delegazione apostolica della Nuova Zelanda e Isole del Pacifico, accanto a mons. Raymond Philip Etteldorf.
Nel 1972 è a Vienna con un triplice ruolo in quanto è uditore, consigliere dall'anno successivo, del nunzio apostolico mons. Opilio Rossi; inoltre ricopre l'incarico di delegato della Santa Sede presso l'Agenzia internazionale per l'energia atomica (A.I.E.A.) e presso l'Organizzazione delle Nazioni Unite per lo Sviluppo Industriale (O.N.U.D.I.).

### Ministero episcopale
Il 13 novembre 1975 Paolo VI lo nomina arcivescovo, assegnandogli la sede titolare vescovile di Tabla, con l'incarico di pro-nunzio apostolico nella Repubblica Centrafricana, di delegato apostolico nel Ciad e nel Congo (Brazzaville), con residenza Bangui.
Viene consacrato, il successivo 7 dicembre, dal cardinale Jean-Marie Villot, vescovo del titolo suburbicario di Frascati e Segretario di Stato, coadiuvato da mons. Bernardin Gantin, arcivescovo già di Cotonou e segretario della Congregazione per l'Evangelizzazione dei Popoli, e da mons. Primo Gasbarri, vescovo di Grosseto e, fino al 22 ottobre di quell'anno, amministratore apostolico “sede vacante” della diocesi di Sovana e Pitigliano.
Nel giugno del 1977 resistette alle pretese di Bokassa, il quale voleva che la sua incoronazione doveva avvenire con la presenza di papa Paolo VI.  Quilici spiegò a Bokassa che il pontefice era troppo anziano per un viaggio così lungo e non avrebbe potuto partecipare alla cerimonia. Il meglio che Quilici poteva offrire a Bokassa era di celebrare la messa dopo la cerimonia di incoronazione. Dopo aver ricevuto il consenso di Bokassa, Quilici contattò la Santa Sede e si assicurò affinché il papa fosse rappresentato dall'arcivescovo Domenico Enrici, che aveva recentemente rappresentato il pontefice durante l'intronizzazione del re Juan Carlos I di Spagna nel 1975.
Il 24 ottobre 1978 diviene, conservando gli altri incarichi, il primo pro-nunzio apostolico nel Congo (Brazzaville).
Giovanni Paolo II lo trasferisce, alla Nunziatura apostolica in Guatemala il 26 giugno 1981. Poco prima della visita di papa Giovanni Paolo II in Guatemala nel 1983 il presidente guatemalteco Efraín Ríos Montt dispose l'esecuzione di sei condannati a morte e mons. Oriano Quilici cercò di impedire questa e in seguito protestò per l'offesa fatta alla Santa Sede, che aveva chiesto un gesto di clemenza. In altre occasioni, gli interventi e le mediazioni di Quilici hanno salvato molte persone in Guatemala negli anni della dittatura.
Fu trasferito alla nunziatura apostolica in Venezuela l'11 luglio 1990.
L'8 luglio 1997 viene nominato nunzio apostolico in Svizzera e in Liechtenstein, con sede a Berna.
Colpito da un cancro, viene ricoverato, per un lungo periodo, presso l'Inselspital della capitale elvetica, morendovi il 2 novembre 1998.
È sepolto nel cimitero di San Pietro a Vico.

## Genealogia episcopale e successione apostolica
La genealogia episcopale è:
- Cardinale Scipione Rebiba
- Cardinale Giulio Antonio Santori
- Cardinale Girolamo Bernerio, O.P.
- Arcivescovo Galeazzo Sanvitale
- Cardinale Ludovico Ludovisi
- Cardinale Luigi Caetani
- Cardinale Ulderico Carpegna
- Cardinale Paluzzo Paluzzi Altieri degli Albertoni
- Papa Benedetto XIII
- Papa Benedetto XIV
- Papa Clemente XIII
- Cardinale Giovanni Francesco Albani
- Cardinale Carlo Rezzonico
- Cardinale Antonio Dugnani
- Arcivescovo Jean-Charles de Coucy
- Cardinale Gustave-Maximilien-Juste de Croÿ-Solre
- Vescovo Charles de Forbin-Janson
- Cardinale François-Auguste-Ferdinand Donnet
- Vescovo Charles-Emile Freppel
- Cardinale Louis-Henri-Joseph Luçon
- Cardinale Charles-Henri-Joseph Binet
- Cardinale Maurice Feltin
- Cardinale Jean-Marie Villot
- Arcivescovo Oriano Quilici

La successione apostolica è:
- Vescovo Jorge Mario Avila de Aguila, C.M. (1983)
- Vescovo Julio Amílcar Bethancourt Fioravanti (1983)
- Vescovo Fernando Claudio Gamalero González (1986)
- Vescovo Rodolfo Francisco Bobadilla Mata, C.M. (1987)
- Vescovo Joaquín José Morón Hidalgo (1992)
- Vescovo Santiago Pérez Sánchez (1993)